# シギュン

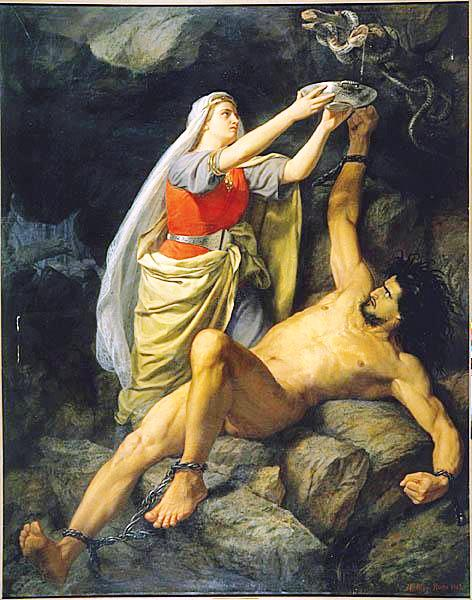
シギュンとロキ

シギュン（古ノルド語: Sigyn）は、北欧神話の悪神ロキの妻。
sigynはsiga（滴る）に関係があり、また、いましめを緩めるものとも呼ばれる。
『古エッダ』の『ロキの口論』では子供にナリとナルヴィ、『スノッリのエッダ』ではナリ（別名をナルヴィという）とヴァーリの2人がいるとされる。
ロキはバルドルを死に追いやった（『バルドルの死』）、また神々を誹謗した（『ロキの口論』）報いとして捕縛され（『ロキの捕縛』）鉄に変わったナリの腸で拘束される。その際、スカジがロキの頭上に毒蛇を配した。したたり落ちる毒蛇の毒液をシギュンは洗桶を支えて受ける。
だが、桶がいっぱいになるとシギュンはそれを捨てにその場を離れなくてはならず、離れている合間に顔へ毒液を受けるとロキは苦痛で猛烈にもがき、それが地震になるのだという。